# Chrysopa concinna
Chrysopa concinna är en insektsart som beskrevs av Banks 1944. Chrysopa concinna ingår i släktet Chrysopa och familjen guldögonsländor. Inga underarter finns listade i Catalogue of Life.